# Bob Cousy
Robert Joseph "Bob" Cousy (Manhattan, 9 augustus 1928) is een Amerikaanse voormalig basketballer en basketbalcoach.

## Biografie
Cousy studeerde aan het College of the Holy Cross. Hij werd als derde gekozen in de NBA Draft van 1950 door Tri-Cities Blackhawks, maar nadat hij weigerde zich te melden, werd hij opgepikt door de Boston Celtics. Bij de Celtics speelde hij het grootste deel van zijn carrière (1950-1963). Hij werd naast Bill Russell de belangrijkste speler in het team, die aan het begin van de jaren vijftig en zestig de competitie domineerde. Hij won met het team de kampioenschappen in 1957, 1959, 1960, 1961, 1962 en 1963. Hij nam dertien keer deel aan de NBA All-Star Game waar hij ook twee keer werd verkozen tot MVP (in 1954 en 1957). In 1957 werd Cousy gekozen tot MVP van het seizoen. Met 6.945 assists is Cousy anno 2021 nog steeds de recordhouder aller tijden voor de Celtics. 
Na zijn spelerscarrière, coachte hij de Cincinnati Royals voor meerdere jaren, en maakte tijdens het seizoen 1969-1970 zelfs een comeback als speler in het team voor 7 wedstrijden.
Als een van de weinige basketballers werd hij opgenomen in de NBA 25th Anniversary Team in 1971, de NBA 35th Anniversary Team in 1981 en de NBA's 50th Anniversary All-Time Team in 1996. In 1971 werd hij ingewijd in de Basketball Hall of Fame. Op 16 oktober 1963 besloten de Celtics om zijn rugnummer 14 uit roulatie te halen en in de toekomst aan geen enkele andere speler meer toe te kennen. In 2019 kreeg hij de Presidential Medal of Freedom toebedeeld.

## Prijzen en onderscheidingen
- NBA-kampioen: 1957, 1959, 1960, 1961, 1962, 1963
- NBA Most Valuable Player Award: 1957
- NBA All-Star: 1951, 1952, 1953, 1954, 1955, 1956, 1957, 1958, 1959, 1960, 1961, 1962, 1963
- NBA All-Star Game MVP: 1954, 1957
- All-NBA First Team: 1952, 1953, 1954, 1955, 1956, 1957, 1958, 1959, 1960, 1961
- All-NBA Second Team: 1962, 1963
- NBA 25th Anniversary Team
- NBA 35th Anniversary Team
- NBA's 50th Anniversary All-Time Team
- NBA 75th Anniversary Team
- Nummer 14 teruggetrokken door de Boston Celtics
- Nummer 17 teruggetrokken door de Holy Cross Crusaders
- Holy Cross Varsity Club Hall of Fame: 1956[3]
- Boston College Varsity Club Athletic Hall of Fame: 1970[4]
- Naismith Memorial Basketball Hall of Fame: 1971
- Presidential Medal of Freedom: 2019

## Statistieken

### Reguliere Seizoen
| Seizoen   | Team              | WG  | MPW  | 2P%  | FW%  | RPW | APW | PPW  |
| --------- | ----------------- | --- | ---- | ---- | ---- | --- | --- | ---- |
| 1950-1951 | Boston Celtics    | 69  |      | 35,2 | 75,6 | 6,9 | 4,9 | 15,6 |
| 1951-1952 | Boston Celtics    | 66  | 40,6 | 36,9 | 80,8 | 6,4 | 6,7 | 21,7 |
| 1952-1953 | Boston Celtics    | 71  | 41,5 | 35,2 | 81,6 | 6,3 | 7,7 | 19,8 |
| 1953-1954 | Boston Celtics    | 72  | 39,7 | 38,5 | 78,7 | 5,5 | 7,2 | 19,2 |
| 1954-1955 | Boston Celtics    | 71  | 38,7 | 39,7 | 80,7 | 6,0 | 7,8 | 21,2 |
| 1955-1956 | Boston Celtics    | 72  | 38,4 | 36,0 | 84,4 | 6,8 | 8,9 | 18,8 |
| 1956-1957 | Boston Celtics    | 64  | 36,9 | 37,8 | 82,1 | 4,8 | 7,5 | 20,6 |
| 1957-1958 | Boston Celtics    | 65  | 34,2 | 35,3 | 85,0 | 5,0 | 7,1 | 18,0 |
| 1958-1959 | Boston Celtics    | 65  | 37,0 | 38,4 | 85,5 | 5,5 | 8,6 | 20,0 |
| 1959-1960 | Boston Celtics    | 75  | 34,5 | 38,4 | 79,2 | 4,7 | 9,5 | 19,4 |
| 1960-1961 | Boston Celtics    | 76  | 32,5 | 37,1 | 77,9 | 4,4 | 7,7 | 18,1 |
| 1961-1962 | Boston Celtics    | 75  | 28,2 | 39,1 | 75,4 | 3,5 | 7,8 | 15,7 |
| 1962-1963 | Boston Celtics    | 76  | 26,0 | 39,7 | 73,5 | 2,5 | 6,8 | 13,2 |
| 1969-1970 | Cincinnati Royals | 7   | 4,9  | 33,3 | 100  | 0,7 | 1,4 | 0,7  |
| Carrière  | Carrière          | 924 | 35,3 | 37,5 | 80,3 | 5,2 | 7,5 | 18,4 |

### Play-offs
| Seizoen   | Team           | WG  | MPW  | 2P%  | FW%  | RPW | APW  | PPW  |
| --------- | -------------- | --- | ---- | ---- | ---- | --- | ---- | ---- |
| 1950-1951 | Boston Celtics | 2   |      | 21,4 | 83,3 | 7,5 | 6,0  | 14,0 |
| 1951-1952 | Boston Celtics | 3   | 46,0 | 40,0 | 93,2 | 4,0 | 6,3  | 31,0 |
| 1952-1953 | Boston Celtics | 6   | 45,0 | 38,3 | 83,6 | 4,2 | 6,2  | 25,5 |
| 1953-1954 | Boston Celtics | 6   | 43,3 | 28,4 | 80,0 | 5,3 | 6,3  | 21,0 |
| 1954-1955 | Boston Celtics | 7   | 42,7 | 38,1 | 95,8 | 6,1 | 9,3  | 21,7 |
| 1955-1956 | Boston Celtics | 3   | 41,3 | 50,  | 92,0 | 8,0 | 8,7  | 26,3 |
| 1956-1957 | Boston Celtics | 10  | 44,0 | 32,4 | 74,7 | 6,1 | 9,3  | 20,2 |
| 1957-1958 | Boston Celtics | 11  | 41,5 | 34,2 | 85,3 | 6,5 | 7,5  | 18,0 |
| 1958-1959 | Boston Celtics | 11  | 41,8 | 32,6 | 74,5 | 6,9 | 10,8 | 19,5 |
| 1959-1960 | Boston Celtics | 13  | 36,0 | 30,5 | 76,5 | 3,7 | 8,9  | 15,3 |
| 1960-1961 | Boston Celtics | 10  | 33,7 | 34,0 | 76,1 | 4,3 | 9,1  | 16,7 |
| 1961-1962 | Boston Celtics | 14  | 33,9 | 35,7 | 68,4 | 4,6 | 8,8  | 16,0 |
| 1962-1963 | Boston Celtics | 13  | 30,2 | 35,3 | 83,0 | 2,5 | 8,9  | 14,1 |
| Carrière  | Carrière       | 109 | 38,5 | 34,2 | 80,1 | 5,0 | 8,6  | 18,5 |

6 Russell ·
14 Cousy ·
15 Heinsohn ·
16 Nichols ·
17 Phillip ·
18 Loscutoff ·
19 Risen ·
20 Hemric ·
21 Sharman ·
23 Ramsey ·
29 Tsioropoulos ·
Coach Auerbach
6 Russell ·
14 Cousy ·
15 Heinsohn  ·
16 Swain ·
17 Conley ·
18 Loscutoff ·
21 Sharman ·
23 Ramsey ·
24 S. Jones ·
25 KC Jones ·
29 Tsioropoulos ·
Coach Auerbach
6 Russell ·
14 Cousy ·
15 Heinsohn ·
16 Richter ·
17 Conley ·
18 Loscutoff ·
20 Guarilia ·
21 Sharman ·
23 Ramsey ·
24 S. Jones ·
25 KC Jones ·
Coach Auerbach
6 Russell ·
14 Cousy ·
15 Heinsohn ·
16 Sanders ·
17 Conley ·
18 Loscutoff ·
20 Guarilia ·
21 Sharman ·
23 Ramsey ·
24 S. Jones ·
25 KC Jones ·
Coach Auerbach
4 Braun ·
6 Russell ·
14 Cousy ·
15 Heinsohn ·
16 Sanders ·
18 Loscutoff ·
20 Guarilia ·
21 Phillips ·
23 Ramsey ·
24 S. Jones ·
25 KC Jones ·
Coach Auerbach
4 Lovellette ·
6 Russell ·
12 Swartz ·
14 Cousy ·
15 Heinsohn ·
16 Sanders ·
17 Havlicek ·
18 Loscutoff ·
20 Guarilia ·
23 Ramsey ·
24 S. Jones ·
25 KC Jones ·
Coach Auerbach